# Asterocampa cocles
Asterocampa cocles är en fjärilsart som beskrevs av Joseph Albert Lintner 1884. Asterocampa cocles ingår i släktet Asterocampa och familjen praktfjärilar. Inga underarter finns listade i Catalogue of Life.